# 63-тя армія (СРСР)
Шістдеся́т тре́тя а́рмія (63 А) — загальновійськова армія у складі Збройних сил СРСР з 10 липня 1942 по 18 лютого 1944.

## Командування
- Командувачі:
  - генерал-лейтенант Кузнецов В. І. (липень — листопад 1942);
  - генерал-лейтенант Морозов В. І. (березень — травень 1943);
  - генерал-лейтенант Колпакчи В. Я. (травень 1943 — лютий 1944).